# Sesamia plagiographa
Sesamia plagiographa är en fjärilsart som beskrevs av Fletcher 1961. Sesamia plagiographa ingår i släktet Sesamia och familjen nattflyn. Inga underarter finns listade i Catalogue of Life.